# Dècada del 830

## Esdeveniments
- S'escriu la història amb les 12 batalles que suposadament va dur a terme el rei Artús.
- Comencen els pelegrinatges organitzats a Santiago de Compostel·la.
- Es crea l'escola de traductors de Bagdad, que recupera textos de totes les cultures i els enriqueix amb comentaris.
- Increment de les incursions dels vikings.
- Comença a escriure's en lletra minúscula.
- Pesta a Itàlia.
- 837 - El cometa de Halley passa més a prop que mai de la Terra.
- Segon període iconoclasta a l'Imperi Romà d'Orient

## Necrològiques
- Al-Abbàs ibn al-Mamun